# Full House (US-amerikanische Fernsehserie, 1987–1995)
Full House ist eine US-amerikanische Sitcom, die in den Jahren 1987 bis 1995 in acht Staffeln mit insgesamt 192 Folgen von dem Sender ABC produziert wurde.

## Handlung
Nach dem tragischen Unfalltod seiner Ehefrau Pam lebt Danny Tanner als alleinerziehender Vater seiner drei Töchter D.J., Stephanie und Michelle in einem Haus in San Francisco. Da er mit dem turbulenten Familienalltag und seiner Arbeit als Fernsehjournalist zusehends überfordert ist, bittet er seinen Schwager Jesse (erfolgloser Musiker) und seinen besten Freund Joey (Komiker), zu ihm zu ziehen und ihm bei der Erziehung der Kinder zu helfen. Im Laufe der Zeit wachsen die drei Männer und die Kinder zu einer eng verbundenen Familienbande zusammen.

## Figuren

### Jesse Katsopolis

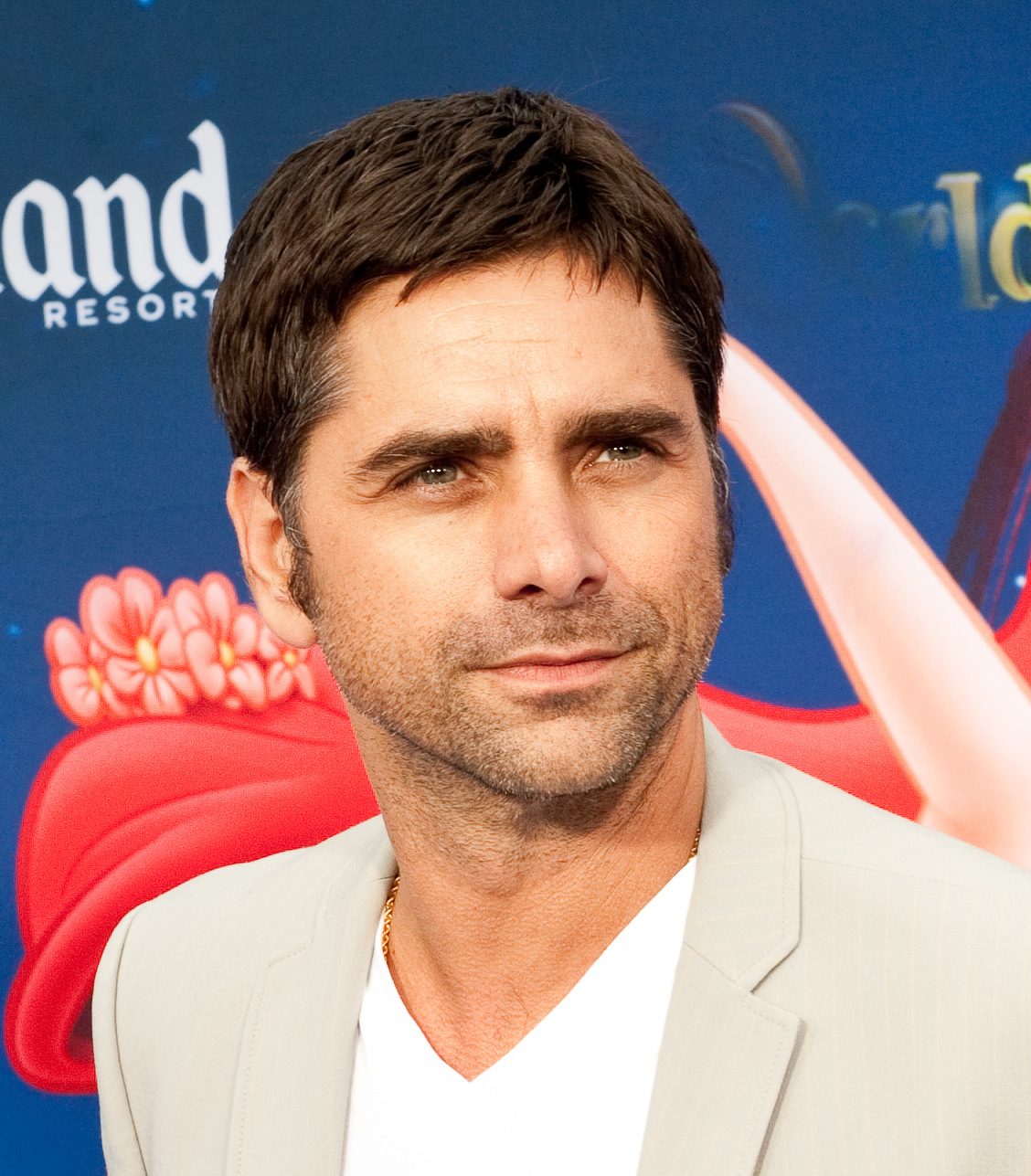
John Stamos spielte Jesse Katsopolis

Jesse Katsopolis (in Staffel 1 lautete sein Nachname Cochran, der mit Beginn der zweiten Staffel auf Wunsch von John Stamos geändert wurde) ist Dannys Schwager, Pams jüngerer Bruder und Onkel ihrer drei Töchter D.J., Stephanie und Michelle. Jesse heiratet später Rebecca „Becky“ Donaldson und wird Vater der Zwillinge Nicky und Alex. Sein Geburtsname ist Hermes Katsopolis, doch da er als Kind deswegen stark gehänselt wurde, bat er seine Eltern, seinen Vornamen in Jesse zu ändern. Als Erwachsener hat er seinen echten Namen zu schätzen gelernt, will aber dennoch weiterhin Jesse genannt werden. Jesse ist besessen von seinen Haaren, zu denen er hin und wieder sogar spricht und die er sehr penibel mit allen möglichen Mitteln pflegt. Als Stephanie ihm seine anfangs langen Haare beim Spielen versehentlich schneidet, ist Jesse völlig fassungslos. Im Gegensatz zu Danny neigt Jesse oft zu leichtsinnigen Entscheidungen und unverantwortlichem Verhalten, insbesondere wenn es darum geht, sich mit seinen Nichten gutzustellen. So lässt er den Mädchen immer wieder Dinge durchgehen, die ihr Vater nicht gutheißen würde. Erst mit der Zeit zeigt Jesse seine erwachsene Seite. Jesses Markenzeichen ist der Ausspruch „Erbarme dich meiner!“, den er oft in Situationen verwendet, die ihn in Aufregung versetzen. Neben seiner Besessenheit für seine Haare ist Jesse ein großer Fan von Elvis Presley. Er ist selber Musiker und Sänger der Band Jesse and the Rippers, die aber trotz diverser kleiner Gigs keine großen Erfolge feiert. So muss Jesse nebenbei für die Firma seines Vaters als Kammerjäger arbeiten. Daneben strebt Jesse eine Karriere in der Werbebranche an und komponiert gemeinsam mit Joey Jingles, die er an verschiedene Firmen verkauft. In der sechsten Staffel wird bekannt, dass Jesse gar keinen Schulabschluss besitzt und dies vor seiner Familie verheimlicht. Als die peinliche Wahrheit ans Licht kommt, holt er seinen Abschluss jedoch nach. Später moderiert er mit Joey die beliebte Radioshow Die Rush Hour Rebellen (im Original: Rush Hour Renegades) beim lokalen Radiosender KFLH. In der siebten Staffel wird Jesse Besitzer eines Nachtclubs, The Smash Club, und gründet später eine neue Band, die Hot Daddy and the Monkey Puppets.

### Daniel „Danny“ Ernest Tanner

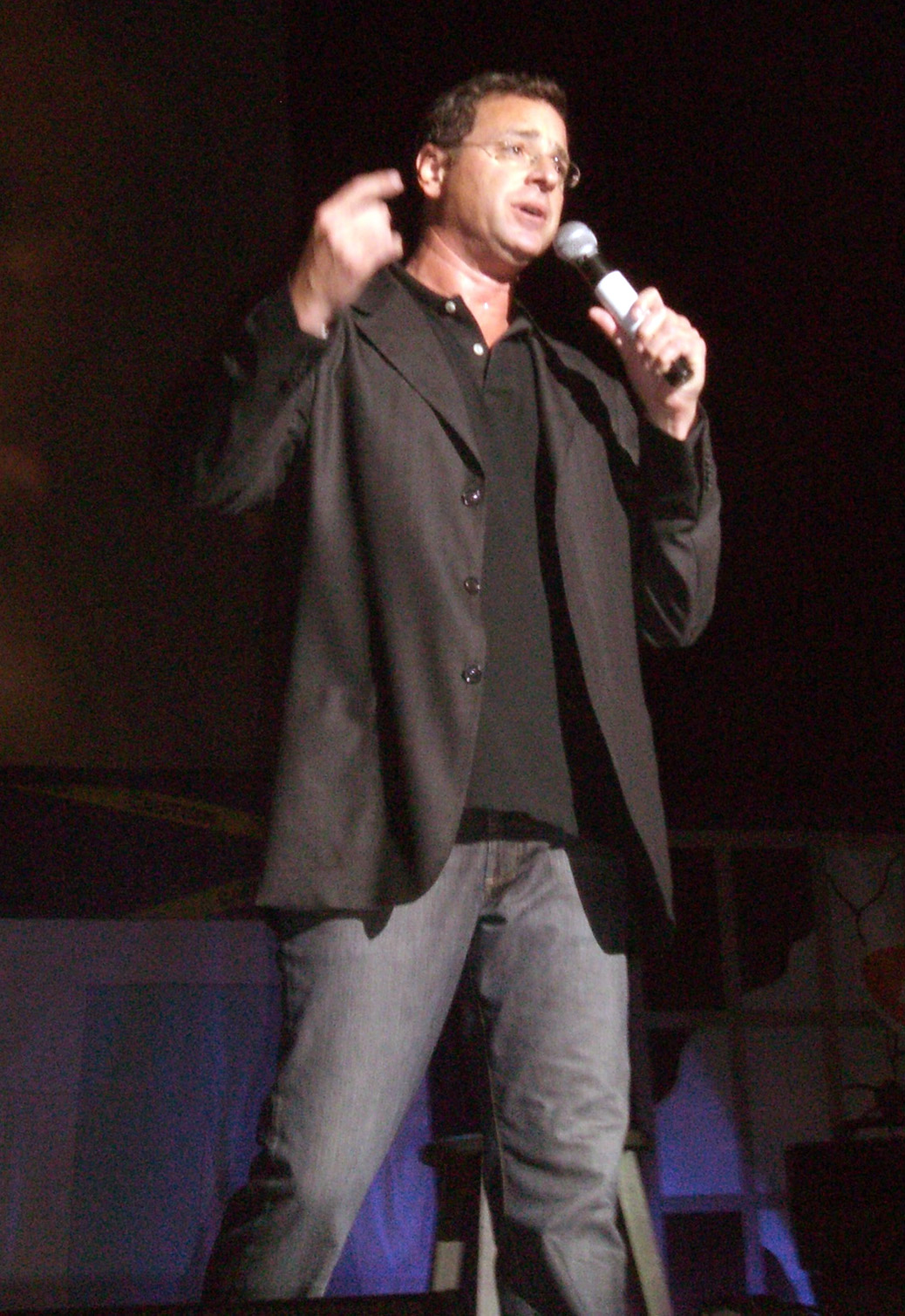
Bob Saget spielte Danny Tanner

Danny Tanner ist der Vater von D.J., Stephanie und Michelle. Seine geliebte Frau Pam ist bei einem Verkehrsunfall ums Leben gekommen, der von einem betrunkenen Autofahrer verursacht wurde. Seitdem sorgt sich Danny umso mehr um das Wohlergehen seiner Töchter, die er unter Zuhilfenahme von Jesses und Joeys Ratschlägen (später auch anderen, mitunter prägenden, Charakteren) zu erziehen versucht. Danny wird in der Serie als der überambitionierte Vater der neunziger Jahre präsentiert. So spricht er die in den Episoden geschilderten Probleme der Mädchen oder die seiner beiden Freunde offen an und hilft ihnen dabei, diese zu bewältigen. In Erziehungsfragen neigt Danny zu einer gelegentlich altmodischen Sichtweise und muss zumeist von Jesse, Joey oder anderen Personen von einer moderneren Sichtweise überzeugt werden, die den Interessen seiner Töchter eher entspricht. Danny hat ein ausgeprägtes Interesse daran, das Haus sowie die entsprechenden Möbel und Gegenstände sauber zu halten. Seine Leidenschaft, den alljährlichen Frühjahrsputz äußerst gründlich durchzuführen, wird von seinen Töchtern (mit anfänglicher Ausnahme von Michelle) und den beiden Freunden mit nur wenig Begeisterung erwidert. Dannys bezeichnende Eigenschaft ist die Neigung dazu, in seinen Gesprächen abzuschweifen und generell übermäßig viel zu reden, was von seinen Mitmenschen hin und wieder als nervraubend empfunden wird. Danny arbeitet zu Anfang der Serie als Sportreporter für den lokalen Nachrichtensender Kanal 8. In der zweiten Staffel wird er Co-Moderator von Rebecca Donaldson, der späteren Ehefrau von Jesse, bei der Morgenshow Wach’ auf, San Francisco (im Original: Wake Up, San Francisco). Im Verlauf der Serie versucht Danny wieder eine Frau für ein gemeinsames Zusammenleben zu finden, was ihm jedoch aufgrund seiner Ansichten oft erschwert wird. In der fünften Staffel lernt er seine vorübergehende Co-Moderatorin Vicky Larson kennen, die zu der Zeit die schwangere Becky vertritt, und verliebt sich in sie. In der sechsten Staffel verloben sie sich, doch als Vicky ein Angebot für einen Job in New York bekommt und dieses annehmen will, trennen sich die beiden, um einander eine komplizierte Fernbeziehung zu ersparen. In der achten Staffel lernt Danny die alleinerziehende Mutter Claire Mahan kennen und die beiden werden ein Paar.

### Joseph „Joey“ Alvin Gladstone

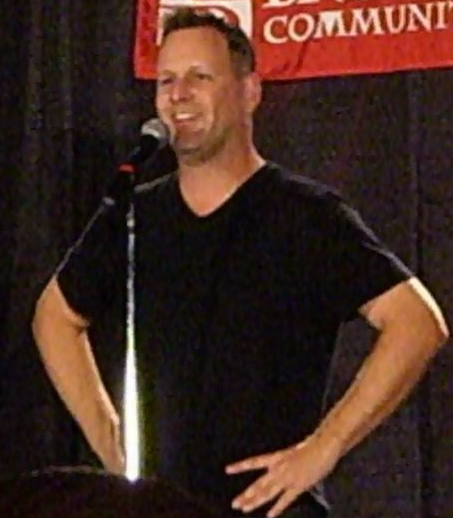
Dave Coulier spielte Joey Gladstone

Joey Gladstone ist seit seiner Kindheit mit Danny Tanner befreundet und zieht kurz nach dem Tod von dessen Frau Pam zu ihm, um ihm bei der Erziehung von dessen Töchtern D.J., Stephanie und Michelle zu helfen. Dabei geht er zumeist sehr besonnen und äußerst verständnisvoll an die Probleme der Kinder heran, wird jedoch oftmals deswegen von selbigen wegen seiner gutmütigen Verhaltensweise ausgenutzt. Joey arbeitet als Stand-up-Comedian. Sein Repertoire umfasst in der Regel die Stimmenimitation von Comic-Figuren wie Popeye, Bullwinkle J. Moose oder Pepe Lepew. Joey hat zunächst kein eigenes Zimmer in Dannys Haus und schläft in der Nische von Dannys Wohnzimmer. Um ihm mehr Privatsphäre zu ermöglichen, baut Danny seine Tiefgarage in ein Schlafzimmer für Joey um. Da er keinem konventionellen Job nachgeht, kümmert Joey sich überwiegend um die alltägliche Betreuung der Kinder: Er bereitet ihnen ihr Frühstück zu, hilft ihnen mit ihren Hausaufgaben, fährt sie zur Schule und zu diversen Aktivitäten nach der Schule. Zudem ist es großteils Joey, der sich um Michelle kümmert, als sie noch ein Baby ist. Doch er beschwert sich nie deswegen. Seinen eigenen Aussagen zufolge geben ihm diese Aufgaben das Gefühl, gebraucht zu werden und Teil einer großen Familie zu sein, was ihm als Einzelkind immer gefehlt hat. Joeys Vater diente in der US Army und pflegte einen strengen Erziehungsstil, unter dem Joey als Kind sehr gelitten hat. Deshalb hat er als Erwachsener keinen guten Kontakt zu ihm. Auf Betreiben von D.J. und Stephanie gelingt es beiden jedoch, ihren Konflikt beizulegen. Um seine Karriere als Komiker voranzutreiben, tritt Joey regelmäßig in der „Lachmaschine“, einem Comedyclub in San Francisco, auf. Ab der zweiten Staffel vertreibt er gemeinsam mit Jesse erfolgreich Werbejingles. Daneben wird Joey unter anderem zeitweilig Moderator (als „Ranger Joe“) einer Sendung für Kinder und spielt in einer Fernseh-Soap mit. Später moderiert er mit Jesse die beliebte Radioshow Die Rush Hour Rebellen beim lokalen Radiosender KFLH. Im Verlauf der Serie hat Joey einige Beziehungen, die aber nie lange halten.

### Rebecca „Becky“ Donaldson-Katsopolis

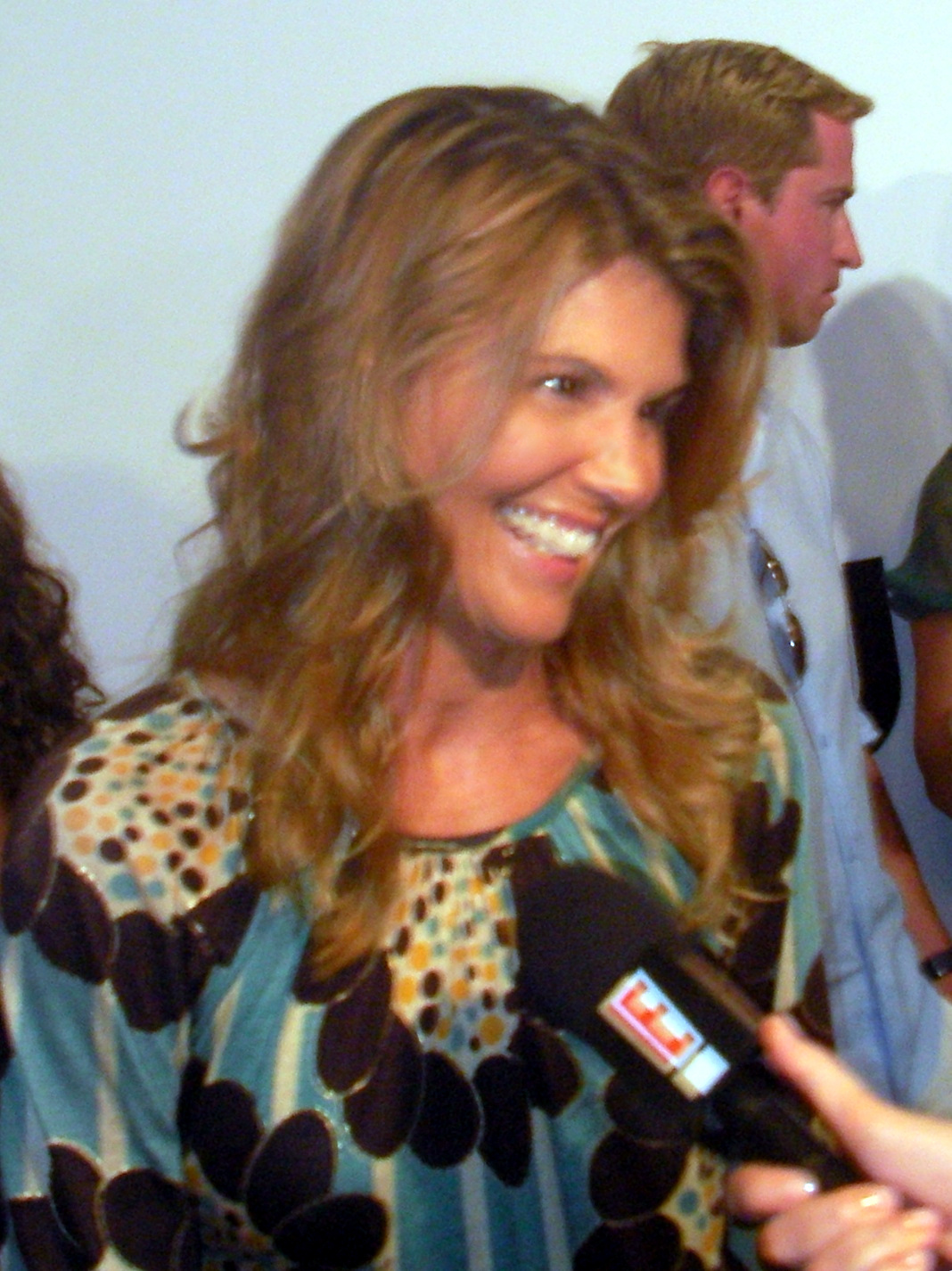
Lori Loughlin spielte Becky Donaldson-Katsopolis

Rebecca Donaldson-Katsopolis ist Dannys Co-Moderatorin bei Wach’ auf, San Francisco und die spätere Ehefrau von Jesse Katsopolis. Sie wuchs auf einem Bauernhof in Valentine, Nebraska auf. Becky freundet sich mit Danny an und entwickelt sich im Laufe der Serie auch zu einer Art Mutterfigur für dessen Töchter; vor allem ist es D.J., die sich bei diversen Teenager-Problemen regelmäßig an Becky wendet. Becky verliebt sich in Jesse, will ihre Gefühle für ihn zunächst jedoch nicht wahrhaben. Nach einigem Hin und Her werden sie dennoch ein Paar. Während eines Familienausflugs nach Lake Tahoe am Ende der zweiten Staffel verloben sie sich und wollen direkt heiraten. Bei der Hochzeitszeremonie erkennt Becky jedoch, dass sie und Jesse noch nicht wirklich bereit dazu sind. Sie heiraten schließlich am Valentinstag in der vierten Staffel. Nach der Hochzeit zieht Jesse zunächst zu Becky in ihre Wohnung. Doch als sie merkt, wie sehr er die Tanners vermisst, erklärt sie sich bereit, mit ihm ebenfalls ins Haus der Tanners einzuziehen. Um den entsprechenden Platz hierzu zu schaffen, bauen Joey und Jesse den Dachboden des Hauses in eine großzügige Wohnung um. An Michelles fünftem Geburtstag (fünfte Staffel), bringt Becky die Zwillinge Nicky (Nicholas) und Alex (Alexander) zur Welt. Sie werden nach einem Lehrer benannt, der Becky einst dazu inspiriert hat, Journalistin zu werden (Alexander) sowie nach Jesses Vater Nick (Kurzform von Nicholas). Becky wird in der achten Staffel zur Produzentin von Wach’ auf, San Francisco befördert, woraufhin Danny sich übergangen fühlt und beinahe seinen Job als Moderator der Sendung kündigt. Im Verlauf der Serie versucht Becky Jesse mehrmals dazu zu überreden, an Feiertagen (etwa zu Weihnachten) nach Nebraska zu reisen, um ihre Eltern zu besuchen, was Jesse aber missfällt. Er schlägt ihr im Gegenzug immerzu vor, stattdessen nach Graceland zu fahren.

### Donna Jo „D.J.“ Margaret Tanner

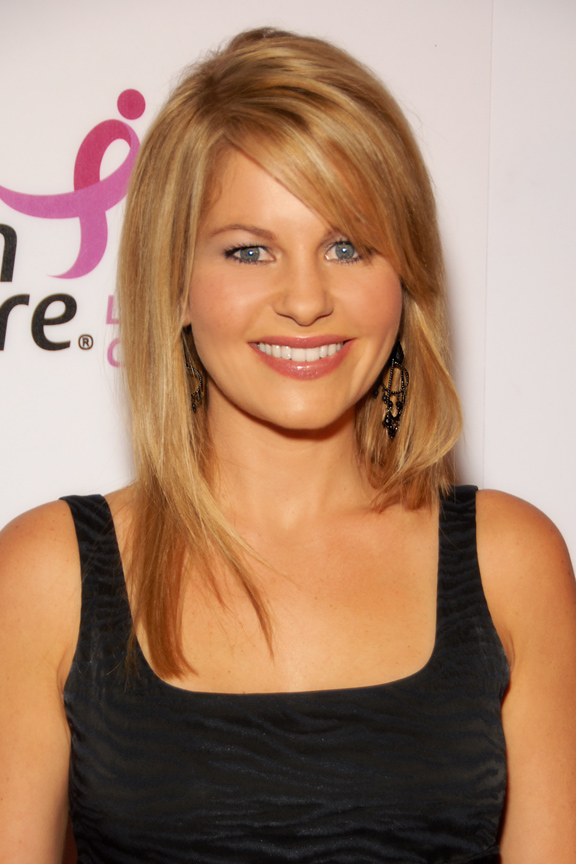
Candace Cameron spielte D.J. Tanner (Foto von 2009)

D.J. Tanner ist die älteste Tochter von Danny und Pam Tanner und die ältere Schwester von Stephanie und Michelle. Zu Beginn der Serie ist sie zehn Jahre alt. D.J. ist typischerweise die Tochter, die als Vorbild für ihre jüngeren Schwestern fungiert. Obwohl sie manchmal mit ihnen streitet, ist sie sehr um sie besorgt. D.J. ist – bis auf einige Ausnahmen – Einserschülerin, worauf Danny sehr stolz ist. In den ersten Staffeln gerät sie oft mit ihrem Vater, Jesse oder Joey aneinander, da sie die ihr auferlegten Grenzen nicht immer einhält. Am Ende lernt sie aber immer ihre Lektion und entschuldigt sich für ihr Fehlverhalten. Als Jesse und Joey in der Pilotfolge der Serie bei den Tanners einziehen, ist D.J. aus Platzgründen gezwungen, ihr Schlafzimmer fortan mit Stephanie zu teilen. Aufgrund von zunehmenden Problemen mit ihrer Privatsphäre kann D.J. ihren Vater in der fünften Staffel schließlich davon überzeugen, dass sie ein eigenes Zimmer braucht. Daraufhin macht Michelle ihr Zimmer für D.J. frei und zieht somit zu Steph. D.J.s beste Freundin während der gesamten Serie ist ihre Nachbarin und Schulfreundin Kimmy Gibbler, die in jeder Hinsicht das komplette Gegenteil von ihr ist. Im Verlauf der Serie zeigt D.J. verschiedene Interessen, beispielsweise für Musik, Pferdereiten oder Karate. In der vierten Staffel wird sie zur Chefredakteurin der Schülerzeitung an ihrer High School ernannt. Im Zuge des Erwachsenwerdens beschäftigt D.J. sich zunehmend mit ernsteren Themen wie der Pubertät und den Jungs. Ihre erste ernsthafte Beziehung beginnt sie in der sechsten Staffel mit Steve Hale, der zu einem echten Fixpunkt in ihrem Leben wird. In der siebten Staffel trennt sich das Paar, beschließt aber, befreundet zu bleiben. Während der letzten Staffel hat D.J. On/Off-Beziehungen mit dem Gitarristen Viper (der in Jesses neuer Band spielt) und dem reichen Nelson. Im Serienfinale begleitet Steve D.J. zu ihrem Abschlussball, wo sie sich wieder küssen. D.J. wird an der Universität von Kalifornien akzeptiert und es wird angedeutet, dass sie nach ihrem High-School-Abschluss dort studieren wird. Ursprünglich plante sie auf die Stanford University zu gehen, bestand aber offenbar das zugehörige Aufnahmeverfahren nicht und wurde abgelehnt.

### Stephanie „Steph“ Judith Tanner

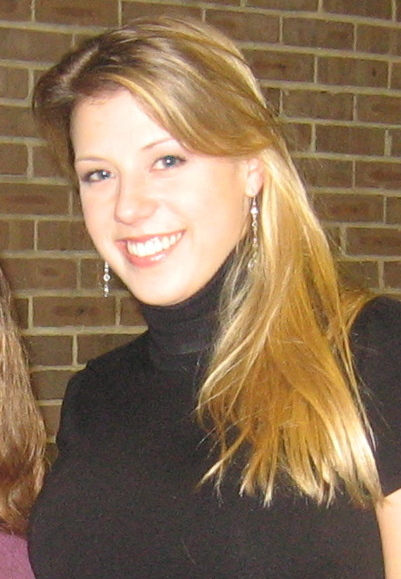
Jodie Sweetin spielte Stephanie Tanner

Stephanie Tanner ist das mittlere Kind von Danny und Pam Tanner, die jüngere Schwester von D.J. und die ältere Schwester von Michelle. Ihre Mutter starb, als sie fünf Jahre alt war. In den frühen Staffeln der Serie ist ihr Spruch „Wie unhöflich!“ quasi ihr Markenzeichen, der von ihr häufig als Ausdruck tiefer Empörung verwendet wird. Steph hat die Angewohnheit, ihrer großen Schwester D.J. nachzuspionieren. Zu diesem Zweck liest sie heimlich deren Tagebuch und belauscht ihre Telefonate, wobei sie fast immer erwischt wird. Steph ist die sportlichste und neugierigste der Tanner-Mädchen. Zu ihren besten Freunden auf der High School zählen Gia Mahan und Mickey, die sie in der siebten Staffel kennenlernt. Mit Gia, einer weiteren Freundin und Kimmy Gibbler gründet sie später eine Girlband. Steph entwickelt sich mit den Jahren zu so etwas wie einem Wildfang. Von den drei Schwestern kommt sie als einzige mit den härtesten Jugendthemen in Berührung, wie dem Gruppenzwang beim Rauchen und Herummachen auf Partys sowie der Aufdeckung des Kindesmissbrauchs eines Klassenkameraden. In ihren frühen Jahren ist Mr. Bär (ein Stofftier in Detektivmontur) ihr liebstes Spielzeug, welches von großem emotionalen Wert für sie ist, da es ein Geschenk ihrer später verstorbenen Mutter an sie war. Steph kann D.J.s beste Freundin Kimmy Gibbler nicht ausstehen und streitet sich häufig mit ihr.

### Michelle Elizabeth Tanner

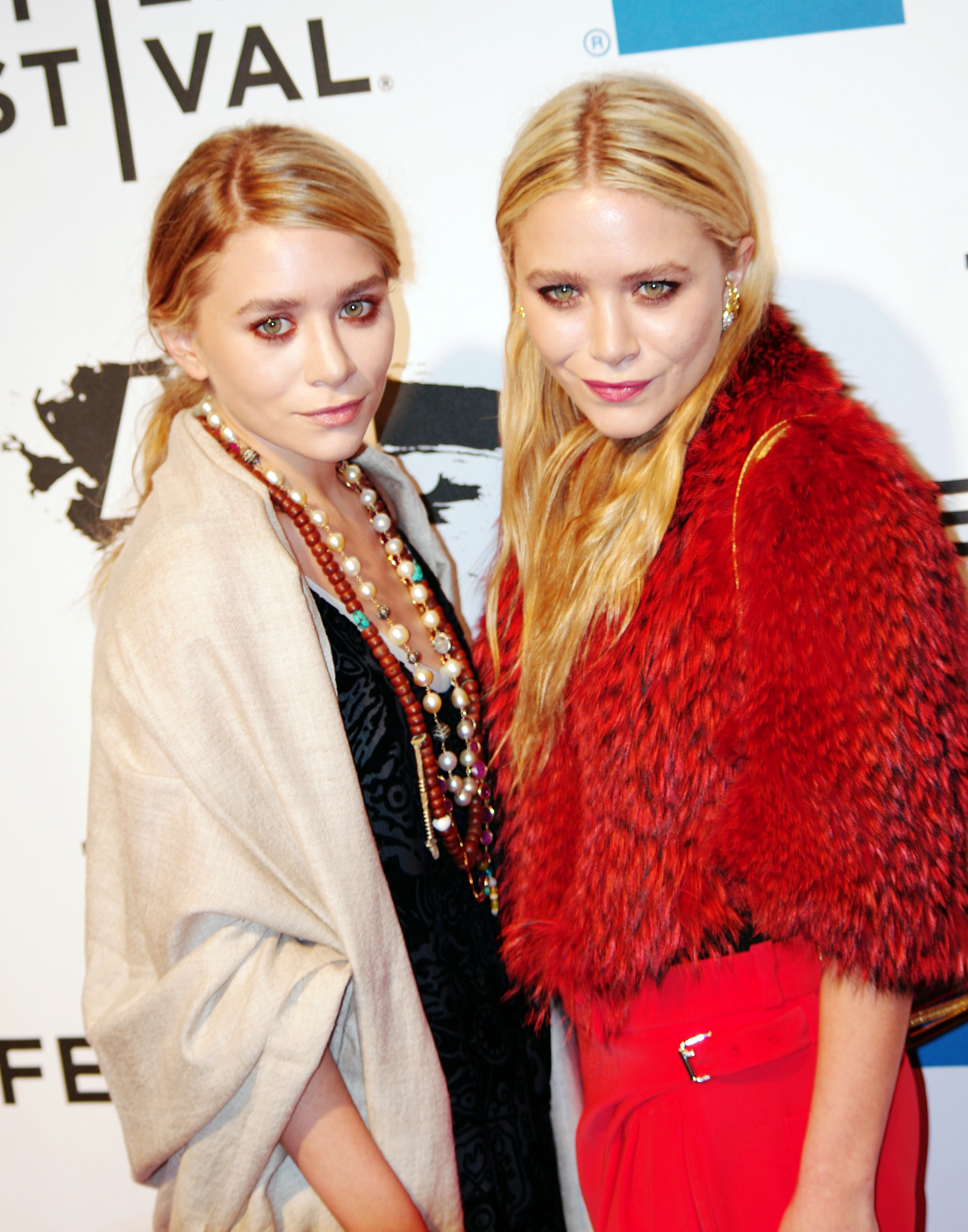
Ashley und Mary-Kate Olsen spielten Michelle Tanner

Michelle Tanner ist Dannys und Pams jüngste Tochter, die jüngere Schwester von D.J. und Stephanie und das oft verhätschelte Nesthäkchen der Familie. Michelle war noch ein Baby, als ihre Mutter starb, was zur Folge hat, dass sie sich als einzige in der Familie nicht an sie erinnern kann. Zu Beginn der Serie sorgt Jesses und Joeys Unerfahrenheit über den Umgang mit Babys für viele irrwitzige Situationen, die die humoristischen Aspekte der Serie bedienen. Michelle profiliert sich durch ihre – anfangs – sehr kindliche Art, wird aber dennoch häufig von ihrem Vater durch eine Bestrafung gemaßregelt. Als Michelle älter wird, rückt sie immer mehr in den Mittelpunkt der Show und wird verstärkt in die Handlung miteinbezogen. Ihre besten Freunde sind der Nachbarsjunge Teddy und ihre Mitschülerin Denise. Michelles weitere Freunde sind Derek Boyd, Lisa Leeper und Aaron Bailey, den sie seit dem Kindergarten kennt und der hin und wieder gemein zu ihr ist. Michelles Lieblingsspielzeuge (in früheren Staffeln) sind Barney, ein Plüschbär, der an der Wand über ihrem Bett hängt, und ihr rosa Plüsch-Schwein. Michelle hat bereits im Babyalter eine besonders starke Bindung zu ihrem Onkel Jesse, der sie gegenüber ihren Schwestern auch dementsprechend bevorzugt behandelt. Michelle ist für ihre vielen frechen Sprüche bekannt, darunter „Oh, bitte!“, „So ein Käse!“, „Du hast es erfasst!“ und „Du kriegst ’ne Menge Ärger, Mister!“.

### Kimberly „Kimmy“ Louise Gibbler
Kimmy Gibbler ist das nervige Nachbarskind der Tanners und D.J.s beste Freundin, die diese regelmäßig in ihrem Haus besucht. Die meisten Familienmitglieder der Tanners können Kimmy nicht ausstehen; insbesondere Danny, Jesse und Steph sind permanent von ihr genervt. Kimmy ist eine ausgesprochen schlechte Schülerin und schreibt ihre Hausaufgaben stets von D.J. ab. Zu ihren herausstechendsten Eigenschaften gehören ihre hin und wieder ausufernde Kaufsucht und das unverblümte Aussprechen von Dingen, die für ihre Mitmenschen peinlich oder gar verletzend sein können. Trotz ihrer wenigen Gemeinsamkeiten, und den daraus regelmäßig resultierenden Streitigkeiten, bleibt die Freundschaft zwischen Kimmy und D.J. im Gesamtverlauf der Serie ungebrochen. Stephanie macht oft Witze über Kimmys Mangel an Intelligenz und ihre anderen ungewöhnlichen Macken. Danny rät D.J. regelmäßig auch in Kimmys Beisein dazu, sich andere, „vernünftige“ Freunde zu suchen. Später erzählt Kimmy in einem Gespräch mit Jesse, wie sehr sie unter den verletzenden Äußerungen durch ihn und die übrigen Tanners (ausgenommen D.J.) leidet. Daraufhin versuchen die Tanners, mehr Rücksicht auf Kimmys Gefühle zu nehmen. Kimmys einzige ernsthafte Beziehung ist mit Duane (achte Staffel), einem sehr hohlköpfig wirkenden Jungen, der für seinen Spruch „meinetwegen“ bekannt ist, ansonsten aber kaum ein Wort spricht. Ironischerweise zeigt sich, dass er eine Vorliebe für Shakespeare-Werke hat und aus einigen davon sogar sehr leidenschaftlich zitieren kann. Kimmy wird von allen Hochschulen abgelehnt, an denen sie sich beworben hat und fürchtet die bevorstehende Trennung von ihrer besten Freundin D.J., die ohne sie aufs College gehen wird. Aus Frust darüber beschließt sie, mit Duane nach Reno durchzubrennen. Den Tanners gelingt es gerade noch rechtzeitig, ihr die Hochzeit ausreden. Im Serienfinale verschafft Kimmy D.J. ein Blind Date für den High-School-Abschlussball, der sich zu D.J.s freudiger Überraschung als deren Ex-Freund Steve erweist.

## Besetzung und Synchronisation
Die Serie wurde bei der Interopa Film in Berlin synchronisiert. Jürgen Neu schrieb die Dialogbücher und führte die Dialogregie.

### Hauptdarsteller
| Rolle                                | Schauspieler               | Hauptrolle | Nebenrolle | Synchronsprecher                                         |
| ------------------------------------ | -------------------------- | ---------- | ---------- | -------------------------------------------------------- |
| Jesse Katsopolis                     | John Stamos                | 1.01–8.24  |            | Andreas Fröhlich                                         |
| Daniel „Danny“ Ernest Tanner         | Bob Saget                  | 1.01–8.24  |            | Uwe Büschken                                             |
| Joseph „Joey“ Alvin Gladstone        | Dave Coulier               | 1.01–8.24  |            | Hubertus Bengsch (1.01–7.12) Till Hagen (7.13–8.24)      |
| Donna Jo „D.J.“ Margaret Tanner      | Candace Cameron            | 1.01–8.24  |            | Catrin Dams                                              |
| Stephanie „Steph“ Judith Tanner      | Jodie Sweetin              | 1.01–8.24  |            | Carola Imme                                              |
| Michelle Elizabeth Tanner            | Mary-Kate und Ashley Olsen | 2.01–8.24  | 1.01–1.22  | Anna Lutheroth (Staffel 2–6) Tanya Kahana (Staffel 7–8)  |
| Rebecca „Becky“ Donaldson-Katsopolis | Lori Loughlin              | 3.01–8.24  | 2.02–2.22  | Daniela Strietzel (2.02–5.02) Martina Treger (5.03–8.24) |
| Kimberly „Kimmy“ Louise Gibbler      | Andrea Barber              | 5.05–8.24  | 1.03–5.04  | Manja Doering (6.07–8.24)                                |
| Steven „Steve“ Hale                  | Scott Weinger              | 6.01–7.24  | 5.14, 8.24 | Mario Voy                                                |
| Nicholas „Nicky“ Katsopolis          | Daniel Renteria            |            | 5.11–5.26  |                                                          |
| Nicholas „Nicky“ Katsopolis          | Blake Tuomy-Wilhoit        | 7.01–8.24  | 6.01–6.24  |                                                          |
| Alexander „Alex“ Katsopolis          | Kevin Renteria             |            | 5.11–5.26  |                                                          |
| Alexander „Alex“ Katsopolis          | Dylan Tuomy-Wilhoit        | 7.01–8.24  | 6.01–6.24  |                                                          |

### Nebendarsteller
| Rolle            | Schauspieler       | Nebenrolle      | Synchronsprecher   |
| ---------------- | ------------------ | --------------- | ------------------ |
| Irene Cochran    | Rhoda Gemignani    | 1.04            | Sonja Deutsch      |
| Irene Katsopolis | Yvonne Wilder      | 2.03–2.18, 4.19 | Sonja Deutsch      |
| Nick Katsopolis  | John Aprea         | 2.03–2.18, 4.19 | Klaus Sonnenschein |
| Aaron Bailey     | Miko Hughes        | 3.16–8.17       | Nicolás Artajo     |
| Teddy            | Tahj Mowry         | 5.01–8.17       | Julius Jellinek    |
| Vicky Larson     | Gail Edwards       | 5.11–7.13       | Katharina Koschny  |
| Denise Frazer    | Jurnee Smollett    | 5.24–7.24       | Magdalena Turba    |
| Derek S. Boyd    | Blake McIver Ewing | 6.08–8.18       | Konrad Bösherz     |
| Gia Mahan        | Marla Sokoloff     | 7.05–8.22       |                    |
| Mrs. Carruthers  | Marcia Wallace     | 7.11–8.17       | Regina Lemnitz     |
| Nelson           | Jason Marsden      | 8.01–8.19       | Timm Neu           |
| Lisa Leeper      | Kathryn Zaremba    | 8.04–8.18       | Julia Kaufmann     |
| Viper            | David Lipper       | 8.05–8.12       | Frank Schaff       |

Anmerkungen
1. 1 2  Meist unregelmäßige Auftritte im genannten Zeitraum
2. ↑  In der ersten Staffel „Jesse Cochran“
3. ↑  Wurden in Staffel 2–7 als Mary Kate Ashley Olsen im Vorspann geführt

### Berühmte Gastauftritte
Im Laufe der Serie trat eine Reihe von Stars auf. Dazu gehören Kirk Cameron, der Bruder von Candace Cameron, als Cousin Steve und die Popsängerin Stacey Q, welche in der ersten Staffel zu sehen waren. Doris Roberts trat eine Folge als Oma Claire Tanner auf. The Beach Boys hatten ihren ersten Auftritt in der zweiten Staffel und traten in der dritten und fünften Staffel erneut auf. Jaleel White trat als Steve Urkel aus Alle unter einem Dach in der vierten Staffel auf, ebenso wie Frankie Avalon und Annette Funicello. Suzanne Somers, die zur gleichen Zeit in der Sitcom Eine starke Familie zu sehen war, trat in der siebten Staffel auf. In der letzten Staffel hatten Frankie Valli und Kareem Abdul-Jabbar Gastauftritte.

## Hintergrund
Ursprünglich wurde die Rolle des Familienvaters von John Posey übernommen, da die beiden Wunschschauspieler des Drehbuchautors anderweitig verpflichtet waren. Nachdem bereits eine Folge mit ihm gedreht worden war, wurde er durch den zuvor schon favorisierten Bob Saget ersetzt. Mit diesem begannen im März 1987 die Dreharbeiten.
Der US-amerikanische Fernsehsender ABC begann am 22. September 1987 mit der Ausstrahlung der Serie.
Zu Beginn der ersten Staffel war Michelle Tanner, gespielt von den Olsen-Zwillingen, neun Monate alt, Stephanie fünf Jahre und D.J. zehn Jahre. Die Zwillinge Blake und Dylan Tuomy-Wilhoit, die Nicky und Alex Katsopolis spielten, waren bei ihrem ersten Auftritt in der Serie ein Jahr und neun Monate alt. Über die nächsten Jahre konnte man die drei Tanner-Kinder und die Katsopolis-Zwillinge dann in der Serie aufwachsen sehen. Die Tuomy-Wilhoit-Zwillinge hatten später Gastauftritte in Fuller House, waren nach dem Ende von Full House aber ansonsten nicht in weiteren Fernseh- oder Kinoproduktionen zu sehen.
Die Serie wurde am 23. Mai 1995 eingestellt. 1997 trafen sich alle Schauspieler in einer US-amerikanischen Show wieder zu einer Full-House-Reunion. Alle Darsteller waren auch bei den Hochzeiten von Candace Cameron Bure (1996) und Jodie Sweetin (2002) dabei und blieben miteinander befreundet.
In Deutschland wurde Full House von 1992 bis 1999 von RTL ausgestrahlt, von 1999 bis 2008 von RTL II. Von 2015 bis 2017 war die Serie im Frühprogramm von sixx zu sehen.

## Sonstiges
- In der ersten Staffel von Full House hatte „Jesse“ den Nachnamen „Cochran“, aber die Produzenten der Serie ließen auf Stamos’ Bitte hin den Nachnamen in „Katsopolis“ ändern, um damit seine griechische Herkunft zu unterstreichen.
- Mit dem Gastauftritt von Jaleel White als „Steve Urkel“ (Staffel 4, Folge 16: Steph trickst alle aus) gehört Full House zum selben Serienuniversum wie dessen Heimatserie Alle unter einem Dach, die wiederum im gleichen Serienuniversum wie Eine starke Familie und Meego – Ein Alien als Kindermädchen spielt.
- „Jesse“ und „Michelle“ treten in der zweiten Folge der Serie Echt super, Mr. Cooper (Party mit Yvonne) als Gäste auf.
- In vier Episoden der Serie tritt der Schauspieler und ehemalige American-Football-Spieler Greg Collins als „Tough Guy“ auf.[3] Bereits 1993 war Collins in der US-amerikanischen Fernsehserie Hör mal, wer da hämmert in einer ähnlich konzipierten Rolle zu sehen.
- Im Jahr 2013 hatte John Stamos einen Auftritt mit der fiktiven Band Jesse and the Rippers bei Jimmy Fallon. Dort sang er unter anderem den Titelsong Everywhere You Look und Forever, die beide aus der Serie bekannt sind. Ebenfalls dabei waren Bob Saget und Lori Loughlin, die Stamos nach dem Auftritt sogar küsste, um das Paar „Jesse“ und „Becky“ wiederaufleben zu lassen.
- In der 23. Episode der sechsten Staffel reist die Familie Tanner nach Disneyland, wo D.J. ihren Freund Steve vermisst und sogar glaubt, er sei Aladdin. Im englischen Original des Zeichentrickfilms Aladdin leiht Steve-Darsteller Scott Weinger Aladdin seine Stimme.
- In der ersten Staffel steht in Joeys Nische im Wohnzimmer (später in seinem eigenen Zimmer im Keller) eine Schaufensterpuppe namens „Manny“, die immer das gleiche T-shirt bzw. das gleiche Outfit trägt wie Joey in der jeweiligen Szene.

## Fortsetzung
Im August 2014 wurde bekannt, dass an einer Neuauflage der Serie gearbeitet wird. In den Hauptrollen sind Candace Cameron Bure, Jodie Sweetin und Andrea Barber zu sehen. Auch John Stamos, Bob Saget und Dave Coulier kehren für einige Auftritte zurück, jedoch in einem kleineren Rahmen. An der Produktion selbst sind erneut Jeff Franklin und Bob Boyett beteiligt. Im April 2015 gab der VoD-Anbieter Netflix 13 Folgen der Neuauflage mit dem Titel Fuller House in Auftrag. Die erste Staffel der Serie wurde am 26. Februar 2016 komplett veröffentlicht. Eine zweite Staffel mit ebenfalls 13 Folgen folgte am 9. Dezember 2016. Die dritte Staffel umfasst erstmals insgesamt 18 Folgen, von denen die ersten neun am 22. September 2017 – zum 30-jährigen Jubiläum von Full House – veröffentlicht wurden. Die zweite Hälfte erschien im Dezember 2017. Seit dem 14. Dezember 2018 ist die vierte Staffel, seit dem 6. Dezember 2019 ist auch die fünfte Staffel auf Netflix verfügbar.

## DVD-Veröffentlichung und Verfügbarkeit über Streaming-Dienste
Vereinigte Staaten
- Staffel 1 erschien am 8. Februar 2005
- Staffel 2 erschien am 6. Dezember 2005
- Staffel 3 erschien am 4. April 2006
- Staffel 4 erschien am 15. August 2006
- Staffel 5 erschien am 12. Dezember 2006
- Staffel 6 erschien am 27. März 2007
- Staffel 7 erschien am 7. August 2007
- Staffel 8 erschien am 6. November 2007

Deutschland
- Staffel 1 erschien am 4. November 2005
- Staffel 2 erschien am 12. Mai 2006
- Staffel 3 erschien am 18. August 2006
- Staffel 4 erschien am 3. August 2007
- Staffel 5 erschien am 3. Juli 2013

Alle Staffeln der Serie sind in deutscher Sprache für Amazon-Prime-Abonnenten über den Streaming-Dienst Amazon Prime käuflich erwerbbar. 2016 nahm Netflix alle Full-House-Staffeln mit deutschem Ton für einige Jahre ins Programm auf, jedoch wurde die Serie Anfang Juni 2020 wieder aus dem Angebot entfernt.